# Santa Clara (Lisboa)
Santa Clara es una freguesia portuguesa del municipio de Lisboa, distrito de Lisboa.

## Historia
Fue creada el 8 de noviembre de 2012 en aplicación de una resolución de la Asamblea de la República de Portugal con la unión de las freguesias de Ameixoeira y Charneca.

## Demografía
| Gráfica de evolución demográfica de Santa Clara entre 2011 y 2021 |
|                                                                   |
| Datos según el nomenclátor publicado por el INE portugués.        |